# Bettye Davis
Bettye Jean Davis (née Ivory), née le 17 mai 1938 et morte le 2 décembre 2018, est une travailleuse sociale et femme politique américaine. Elle devient la première Afro-Américaine élue au Sénat de l'Alaska en 2000.
Davis est membre du Parti démocrate à la Chambre des représentants de l'Alaska, où elle représente les 14e et 21e districts de 1991 à 1996, puis le district K du Sénat de l'État d'Alaska de 2000 à 2013. Durant son mandat, elle cosigne une loi portée par la représentante Sharon Cissna (en) afin de répondre aux besoins des personnes âgées en Alaska. Elle est surnommée « la conscience de la Législature » en raison de son engagement pour les programmes de soutien aux populations vulnérables.
Elle est intronisée au Alaska Women's Hall of Fame (en) en 2010. Battue en 2012 dans le district sénatorial M par Anna Fairclough (en), elle retrouve en avril 2013 un siège au conseil scolaire d'Anchorage, où elle a déjà siégé dans les années 1980 et 1990. Elle meurt à son domicile à Anchorage à l'âge de 80 ans,.
En juillet 2020, le lycée East Anchorage (en) est renommé en son honneur : il devient le Bettye Davis East Anchorage High School.

## Biographie

### Jeunesse
Elle naît le 17 mai 1938 à Homer, en Louisiane, de Daniel et Rosyland Ivory, et est diplômée du Elliott High School à Bernice.

### Études
Elle est diplômée en 1956 du Elliott High School à Bernice. Elle obtient son diplôme en travail social à la Grambling State University en 1972, un diplôme d’infirmière au Saint Anthony College of Nursing en 1961, puis suit des études supérieures en sociologie à l’Université d'Alaska à Anchorage.

### Description étendue
Elle réside à Anchorage pendant plus de 45 ans et est membre active de l’église baptiste missionnaire Shiloh. Elle siège au conseil d’administration de la branche locale de la NAACP entre 1978 et 1982.

## Législation significative
À la suite de l’audition législative bipartisane de 2004 intitulée « Personnes âgées : y a-t-il une place pour nous en Alaska », recueillant les témoignages de centaines de personnes âgées et de leurs aidants, Davis contribue à la création du programme SeniorCare. Ce programme, mis en place en 2004, vise à compenser la fin du programme Alaska Longevity Bonus en 2003, en attendant le programme fédéral Medicare de 2006. Trente-neuf recommandations sont émises lors de cette session, portant sur les besoins critiques et les services aux personnes âgées en matière d’efficacité, développement, intégrité, éducation et financement.

## Distinctions
- Nommée au conseil de l’éducation de l’État par le gouverneur Tony Knowless (1998)[11]
- Prix Pioneer Woman of the Year (2010)[2]
- Prix Celebrate Liberty de l’Union des libertés civiles d’Alaska (2010)[2]
- Intronisée au Alaska Women's Hall of Fame (en) en 2010[4]
- Profil présenté dans l’exposition Extra Tough: Women of the North du Musée d'Anchorage (en), en 2020
- En juillet 2020, un lycée d’Anchorage est renommé Bettye Davis East Anchorage High School[8]